# Rudniki (powiat wołomiński)
Rudniki – wieś w Polsce położona w województwie mazowieckim, w powiecie wołomińskim, w gminie Tłuszcz. Ma status sołectwa. Przez miejscowość przepływa rzeka Cienka, dopływ Rządzy.
| SIMC    | Nazwa       | Rodzaj    |
| ------- | ----------- | --------- |
| 0521897 | Malcowizna  | część wsi |
| 0691984 | Radziowizna | część wsi |

W latach 1975–1998 miejscowość należała administracyjnie do województwa ostrołęckiego.
Wierni Kościoła rzymskokatolickiego należą do parafii św. Stanisława w Postoliskach.